# Carin Lagerberg
Catharina Fredrika Henrietta Augusta Beata (Carin) Lagerberg, född 24 november 1894 i Svea livgardes församling i Stockholm, död 20 augusti 1979, var en svensk målare.
Hon var dotter till kammarherren greve Claës Thomas Gustaf Lagerberg och friherrinnan Anna Carolina Beata Leuhusen och gift 1914–1925 med ryttmästaren vid Skånska husarregementet Carl Johan Tage Lundberg. Efter att hon genomgått Afzelii elementarskola för flickor 1911 studerade Lagerberg först teckning och målning i Stockholm innan hon reste till Dresden för att studera vid en tysk målarskola 1911–1912. Separat ställde hon ut på Gummesons konsthall 1936 och hon medverkade i samlingsutställningar med Sveriges allmänna konstförening. Hennes konst består av stilleben, parkmotiv från Solliden på Öland, landskapsmotiv samt några porträtt.  